# Girella
Girella es un género de peces de la familia Kyphosidae, del orden Perciformes. Este género marino fue descrito por primera vez en 1835 por John Edward Gray.

## Especies
Especies reconocidas del género:
- Girella albostriata Steindachner, 1898
- Girella cyanea W. J. Macleay, 1881
- Girella elevata W. J. Macleay, 1881
- Girella feliciana H. W. Clark, 1938
- Girella fimbriata (McCulloch, 1920)
- Girella freminvillii (Valenciennes, 1846)
- Girella laevifrons (Tschudi, 1846)
- Girella leonina (J. Richardson, 1846)
- Girella mezina D. S. Jordan & Starks, 1907
- Girella nebulosa Kendall & Radcliffe, 1912
- Girella nigricans (Ayres, 1860)
- Girella punctata J. E. Gray, 1835 (Mejina)
- Girella simplicidens R. C. Osburn & Nichols, 1916
- Girella stuebeli Troschel, 1866
- Girella tephraeops (J. Richardson, 1846)
- Girella tricuspidata (Quoy & Gaimard, 1824)
- Girella zebra (J. Richardson, 1846)
- Girella zonata Günther, 1859